# Васильева, Мария Ивановна (художница)
Мари́я Ива́новна Васи́льева (12 февраля 1884, Смоленск — 14 мая 1957, Ножан-сюр-Марн) — русско-французская художница.

## Биография
Мария Васильева родилась в Смоленске в 1884 году. Училась в частной художественной школе в Петербурге. Благодаря стипендии уехала в 1907 году в Париж, где посещала студию Анри Матисса, посещала также академию «La Palette». В 1912 году в своей мастерской на Монпарнасе организовала Свободную русскую академию (впоследствии известную как Académie Vassilieff).
В начале Первой мировой войны была медсестрой во французском Красном Кресте. В 1915—1918 гг. Васильева основала в своей мастерской дешёвую столовую («Cantine des artistes»).
В 1917 году в мастерской Васильевой был организован вечер в честь возвращения с войны Жоржа Брака. На этой вечеринке Модильяни повздорил со своим соперником Альфредо Пина (фр.), и Васильева выставила художника за дверь. Эта сцена запечатлена на рисунке Васильевой.
С 1916 года начала создавать гротескные куклы для театра Гезы Блаттнера. После войны создала сценографию для шведского балета Р. де Маре (швед.). Мария Васильева выставлялась на Парижских осенних салонах и в салоне Независимых. Создала фрески в кафе «Куполь».
В 1930 году переехала на юг Франции. С 1938 года жила в Кань-сюр-Мер. В Париж вернулась в 1946 году после Второй мировой войны. Последние годы жизни провела в доме для престарелых художников в Ножан-сюр-Марн.

## Память

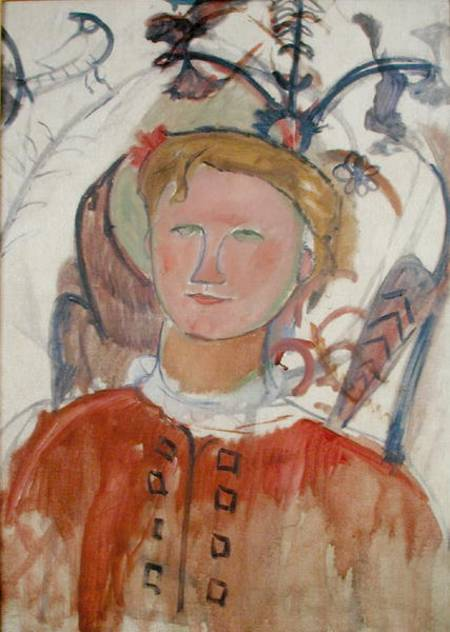
Амедео Модильяни. Портрет Марии Васильевой

После её смерти в помещении бывшей мастерской Марии Васильевой на улице Мэн (Villa Vassilieff) был создан Музей Монпарнаса. Музей закрылся в 2013 году.